# Szibériai nőszirom
A szibériai nőszirom (Iris sibirica) a nősziromfélék (Iridaceae) családjába tartozó, Magyarországon védett növényfaj.

## Jellemzői
50–80 cm magas, nyúlánk termetű, üreges szárú nősziromfaj. A levelek 5–7 mm szélesek, sokkal rövidebbek a virágzó szárnál. A felső szárlevelek és a buroklevelek hártyásak. Szára rendszerint egyvirágú. A külső lepelcimpák körmének hossza feleakkora, mint a kerekded, elöl kicsípett csúcsi rész. A lepel sötétlila. Termése tok, nem csőrös. Május-júniusban virágzik. Tőkéjében meghajtó és hánytató anyag van, ezért a mérgező növények közé számítják.

## Élőhelye
Az alapfaj hazája Európa, Ázsia, nálunk nedves réteken, üde tölgyesekben él. Változó vízellátású láp- és mocsárréteken, láperdők szélén fordul elő. Magyarországon többek közt a Gödöllői-dombság illetve a Mezőség területén él.

## Képek

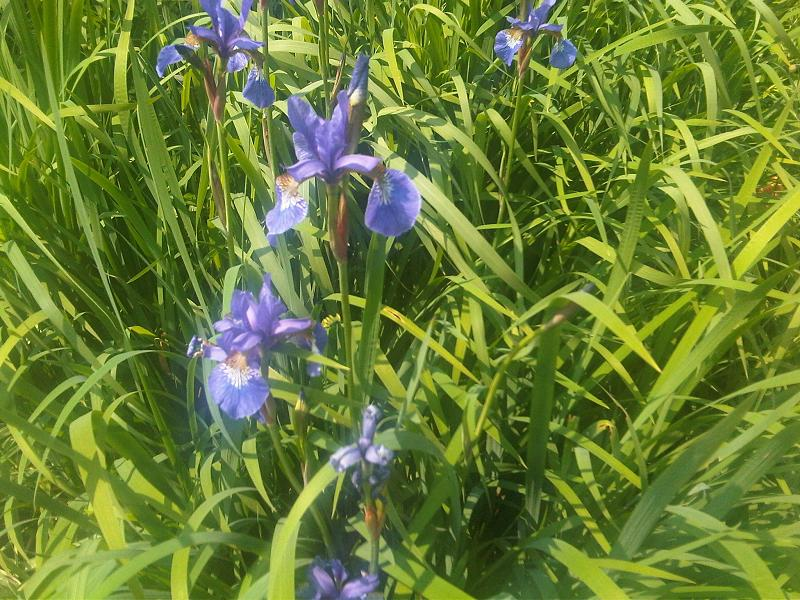
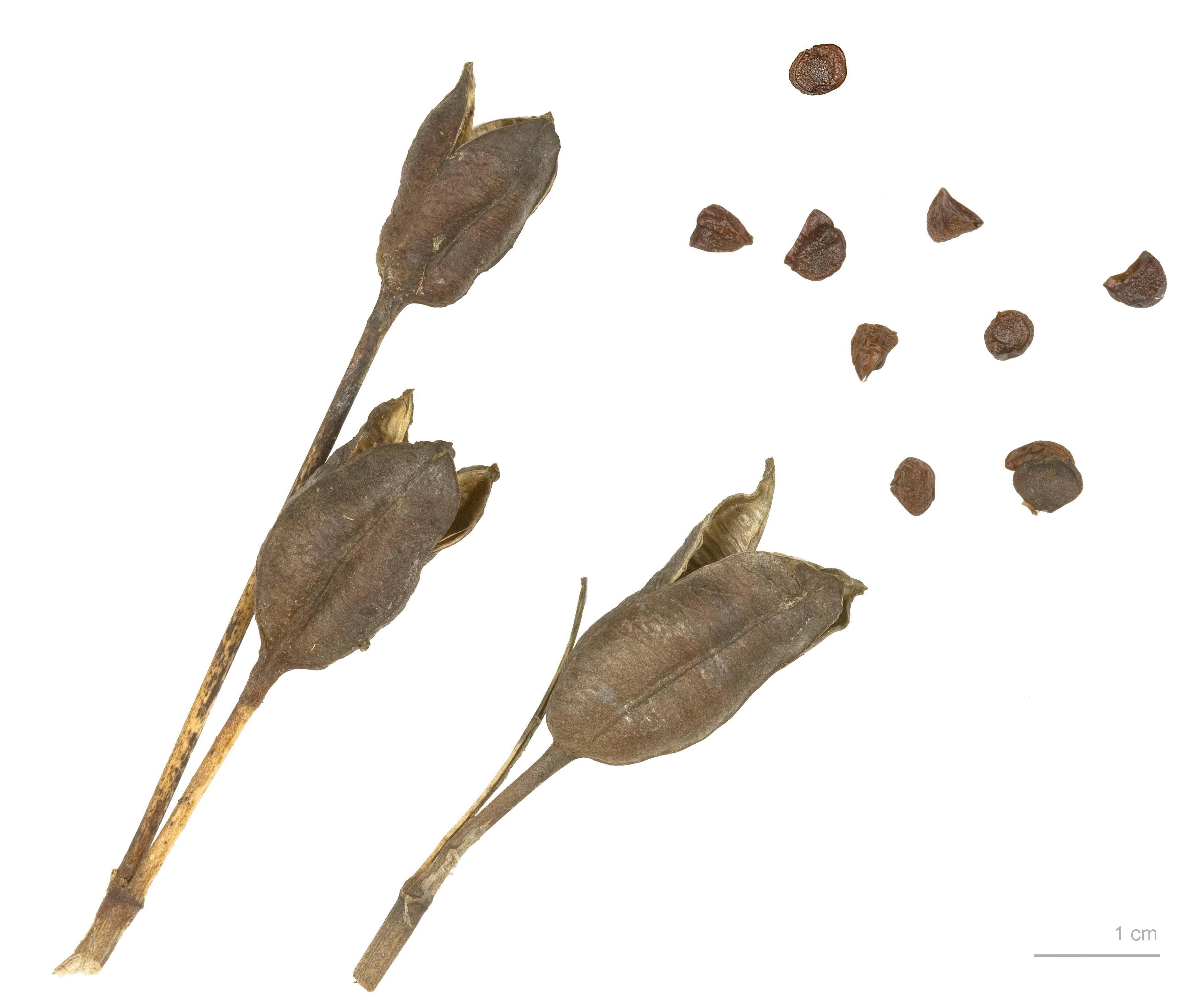
szibériai nőszirom magok egy múzeumban